# Come from the Shadows
Albums de Joan Baez
Blessed Are…
(1971) Where Are You Now, My Son?
(1973)
Come From the Shadows est un album de Joan Baez sorti en 1972, et son premier chez A&M Records.

## Titres
Toutes les chansons sont écrites et composées par Joan Baez, sauf mention contraire.
| 1. | Prison Trilogy                                         | Billy Rose                        | 4:23 |
| 2. | Rainbow Road                                           | Donnie Fritts (en), Dan Penn (en) | 3:03 |
| 3. | Love Song to a Stranger                                |                                   | 3:55 |
| 4. | Myths                                                  |                                   | 3:19 |
| 5. | In the Quiet Morning                                   | Mimi Fariña                       | 2:58 |
| 6. | All The Weary Mothers of the Earth (People's Union #1) |                                   | 3:34 |

| 7.  | To Bobby                    |                              | 3:53 |
| 8.  | Song of Bangladesh          |                              | 4:49 |
| 9.  | A Stranger in My Place (en) | Kenny Rogers, Kin Vassy (en) | 3:07 |
| 10. | Tumbleweed                  | Douglas Van Arsdale          | 3:32 |
| 11. | The Partisan                | Anna Marly, Hy Zaret (en)    | 3:17 |
| 12. | Imagine                     | John Lennon                  | 3:27 |

## Personnel
- Joan Baez : chant, guitare
- Stuart Basore : guitare steel
- David Briggs : claviers
- Kenny Buttrey : batterie
- Grady Martin : guitare
- Charlie McCoy : guitare
- Farrell Morris : percussions
- Welldon Myrick : guitare steel
- Norbert Putnam : basse
- Glen Spreen : claviers
- Pete Wade : guitare
- John « Bucky » Wilkin : guitare